# Carsonella ruddii
Carsonella ruddii (nebo též Candidatus C. ruddii, protože nebyla kultivována) je endosymbiotická proteobakterie s jedním z nejmenších známých genomů ze všech buněčných organismů. Carsonella ruddii žije uvnitř těla určitého druhu mer, drobného hmyzu. Má jen 159 662 párů bází a jejich genom je složen pouze z 182 genů, což je méně, než bylo vydáváno za minimální nutné množství genů k životu. Mnoho důležitých genů patrně chybí, a tak se zdá, že se Carsonella dostává v těle svého hostitele do pozice „organely“. Roku 2013 byla nalezena bakterie s ještě menším genomem, Nasuia deltocephalinicola má genom o velikosti pouze 112 091 párů bází.
Dalším organismem s velmi malým genomem je Nanoarchaeum equitans.